# 目を見て語れ 恋人たちよ
「目を見て語れ 恋人たちよ」（めをみてかたれ こいびとたちよ）は、髙橋真梨子の39枚目のシングル。2008年7月23日発売。

## 解説
- 日本テレビ開局55周年記念特別番組『ヒットメーカー 阿久悠物語』テーマソング
- 詞は、阿久悠が1997年に曲を付けてもらうために発表した100篇からなる詩集『書き下ろし歌謡曲』（岩波新書）の中の一節。

## 収録曲
1. 目を見て語れ 恋人たちよ [04:47]
作詞：阿久悠／作曲：宇崎竜童／編曲：小林信吾
2. not so bad [05:16]
作詞：髙橋真梨子／作曲：茂村泰彦／編曲：小林信吾
3. 明日に架ける橋（Live） [04:52]
作詞・作曲：Paul Simon／編曲：宮原恵太
4. 目を見て語れ 恋人たちよ (instrumental)
5. not so bad (instrumental)